# Xu Lizhi
Xu Lizhi (una aldea en las cercanías de Dongliao, Jieyang, provincia de Guangdong, 30 de septiembre de 1990-Shenzhen, provincia de Guangdong, 30 de septiembre de 2014) fue un poeta y crítico de cine chino.
Sus versos representan a millones de personas que tienen que trabajar como trabajadores migrantes en China. Póstumamente, sus poemas han ganado cierta importancia en China.

## Vida
A pesar de sus orígenes rurales, la infancia de Xu Lizhi se describe como relativamente afortunada. Fracasó en la escuela y se mantuvo a flote con pequeños trabajos. A la edad de 20 años decidió mudarse del pueblo a la gran ciudad en 2010. Fue a Shenzhen, donde trabajó duro en Foxconn hasta su muerte y donde fue explotado como millones de trabajadores migrantes. A pesar de estas circunstancias y de su pequeño departamento, se las arregla para leer mucho. De esta manera, logra familiarizarse con autores chinos y no chinos, como Li Bai, Du Fu, Shakespeare, Baudelaire, Faulkner, Rabindranath Tagore, Rilke, Adonis. Amaba los libros, amaba una librería muy grande en Shenzhen y quiso ser bibliotecario en Foxconn varias veces. Era considerado tímido y muy sensible. A inicios de 2014 renunció a su trabajo, fue a ver a su novia a Suzhou durante unos meses, pero en septiembre regresó para unirse a Foxconn nuevamente. En total, trabajó para la empresa durante unos tres años. 

## Muerte
El 30 de septiembre de 2014, a la edad de 24 años, se suicidó por desesperación ante la situación en las fábricas lanzándose desde un edificio. El día anterior había escrito un poema muy oscuro que anticipa su suicidio. A petición suya, sus cenizas fueron esparcidas en el mar, que él tanto amaba. 

## Obra y repercusión
Las letras de Xu son muy melancólicas y oscuras. En sus versos, habla de las preocupaciones, dudas, necesidades y temores de los trabajadores migrantes, que él ve como una clase oprimida en China. Los versos muestran su propio estilo, que a veces también revela las formas de producción industrial en relación con el cuerpo humano. Xu se desarrolló como ensayista, poeta, crítico de cine y bloguero. Mantuvo su propio blog en el que aparecieron muchas de sus obras. Además, se han publicado poemas y críticas de películas en los periódicos de la fábrica de Foxconn y en periódicos locales de Shenzhen. 
El Süddeutsche Zeitung publicó un reportaje sobre la vida y la obra del poeta en junio de 2015, dándole a conocer al público alemán. Los versos de Xu en alemán aparecieron por primera vez en dicho artículo. 
El poeta Qin Xiaoyu quiso contratarlo como invitado para un documental sobre trabajadores migrantes y editó un libro con los versos del joven poeta.